# Pedro de Sousa Holstein, hertig av Palmela

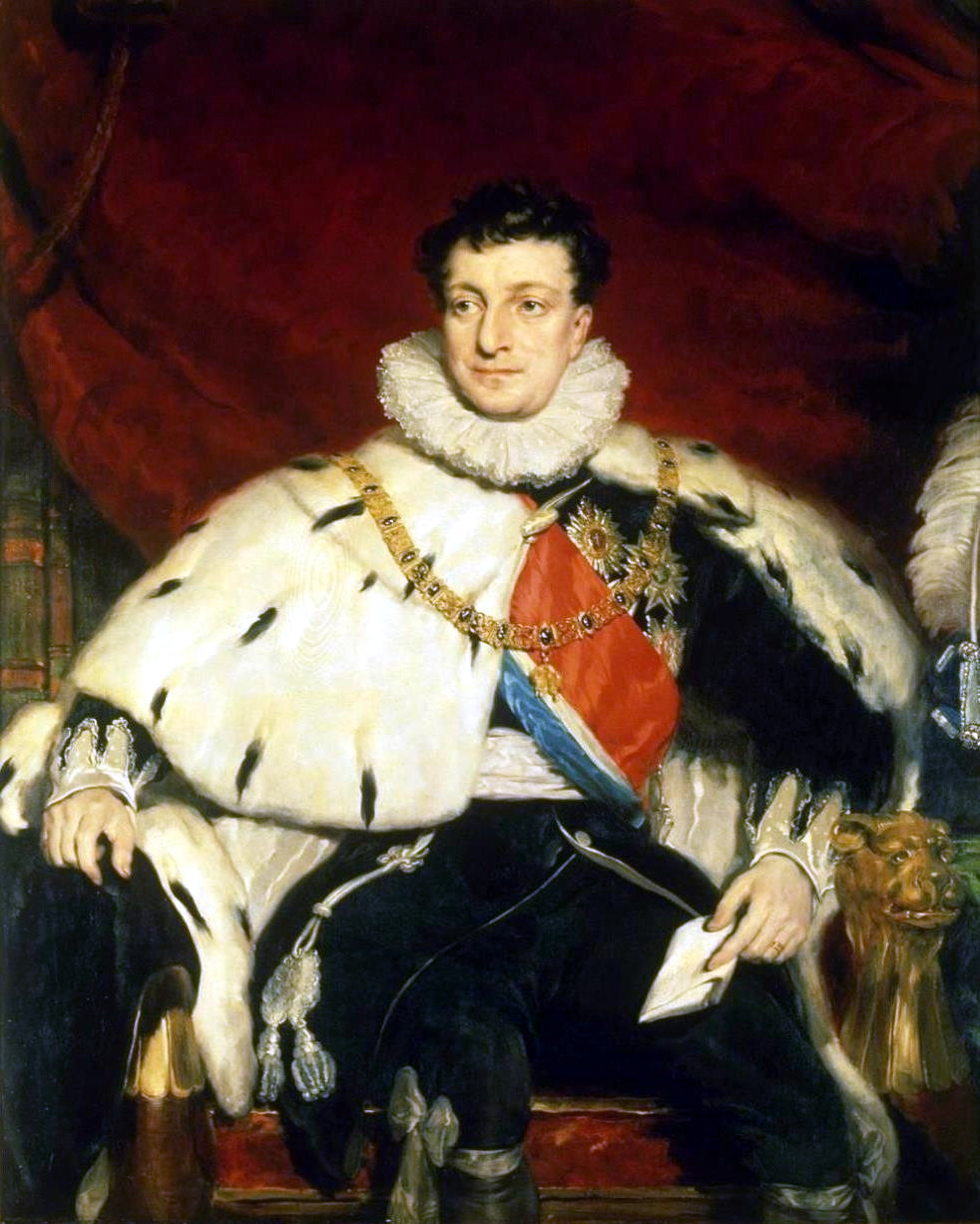
Pedro de Sousa Holstein, hertig av Palmela.

Pedro de Sousa-Holstein, hertig av Palmela, född den 8 maj 1781 i Tuin, död den 12 oktober 1850 i Lissabon, var en portugisisk statsman.
Palmela hade bland annat varit ombud för Portugal på Wienkongressen och sändebud i London, då han efter 1821 års revolution i Portugal sändes till Brasilien för att underrätta kung Johan VI om ställningen. Han återkom i dennes följe och blev i juni 1823, efter den nya konstitutionens upphävande, utrikesminister, ministerpresident och markis. I grunden var han emellertid ganska hovsam och frisinnad samt stärkte konungen i dennes försonliga sinnelag, till stor missräkning för det absolutistiska partiet. Vid dom Miguels statskupp 30 april 1824 tog han sin tillflykt till ett på Tejo liggande brittiskt krigsskepp, men återinträdde i ministerpresidiet, sedan kung Johan med engelskt ryggstöd blivit herre över situationen. År 1825 blev han ånyo sändebud i England och 1827 åter utrikesminister, men måste rymma fältet vid dom Miguels troninkräktning 1828 och återkom, först då den unga drottning Marias far, kejsar Pedro I av Brasilien, lyckades besegra usurpatorn. Han utnämndes då (1834) till hertig och ministerpresident och satt därefter ännu två gånger i ministären, maj 1835-november 1836 som utrikesminister (under Saldanha) och maj–oktober 1846 som till en början ministerpresident, snart blott finansminister.